# Dyspessacossus funkei
Dyspessacossus funkei is een vlinder uit de familie van de Houtboorders (Cossidae). De wetenschappelijke naam van de soort is voor het eerst gepubliceerd in 1896 door Julius Röber.
De soort komt voor in Turkije, Syrië, Libanon en Iran.